# Kosovo en los Juegos Olímpicos de Tokio 2020
Kosovo estuvo representado en los Juegos Olímpicos de Tokio 2020 por un total de once deportistas, seis mujeres y cinco hombres, que compitieron en seis deportes.
Los portadores de la bandera en la ceremonia de apertura fueron los yudocas Akil Gjakova y Majlinda Kelmendi.

## Medallistas
El equipo olímpico kosovar obtuvo las siguientes medallas:
| Nombre           | Deporte | Competición |
| ---------------- | ------- | ----------- |
| Oro              |         |             |
| Distria Krasniqi | Judo    | –48 kg F    |
| Nora Gjakova     | Judo    | –57 kg F    |
| Plata            |         |             |
| —                |         |             |
| Bronce           |         |             |
| —                |         |             |